# Gryllotalpa minuta
Gryllotalpa minuta är en insektsart som beskrevs av Hermann Burmeister 1838. Gryllotalpa minuta ingår i släktet Gryllotalpa och familjen mullvadssyrsor. Inga underarter finns listade i Catalogue of Life.